# Gonzalo Anes
Gonzalo Anes Álvarez de Castrillón, i marqués de Castrillón (Trelles, Coaña, Asturias, 10 de diciembre de 1931 - Madrid, 31 de marzo de 2014) fue un economista, profesor e historiador español.

## Estudios
Perteneciente a una familia hidalga asturiana, cursó sus primeros estudios en Navia y Avilés. Obtiene la licenciatura en Ciencias Económicas y Empresariales por la Universidad Complutense de Madrid en 1957 y alcanza el grado de Doctor en Ciencias Económicas por la misma Universidad en 1966, con la tesis titulada Problemas de la agricultura española en el tránsito del Antiguo al Nuevo Régimen. Con esta tesis logra el premio Taurus para libros de investigación de Ciencias Sociales, que fue publicado con el título Las crisis agrarias en la España moderna.
Amplía sus estudios en La Sorbona de París durante el curso 1959-1960, donde conoce y sigue las enseñanzas de Pierre Vilar, Ernest Labrousse y Fernand Braudel.

## Trayectoria
Después de ejercer como profesor ayudante y adjunto en la Facultad de Ciencias Políticas y Económicas de Madrid, en 1967 obtiene por oposición la cátedra de Historia Económica Mundial y de España de la Facultad de Ciencias Económicas de la Universidad de Santiago de Compostela y, en 1968, la de Historia e Instituciones Económicas de la Facultad de Económicas de la Universidad Complutense de Madrid.
- En junio de 1978 es elegido miembro de número de la Real Academia de la Historia y director en 1998.
- Miembro de la Asociación Española de Ciencias Históricas.
- Miembro del Institute for Advanced Study de Princeton (EE. UU.).[5]
- Miembro de la Asociación de Historia Económica Internacional.
- Fundador del Centro de Estudios de Política Exterior.[6]
- Vicepresidente de la Fundación Duques de Soria.[7]
- Presidente de la Sociedad Española de Estudios del Siglo XVIII.[8]
- Patrono del Real Patronato del Museo del Prado
- Presidente durante varios años del Real Patronato del Museo del Prado.[9]
- Vocal de la junta de gobierno de la Fundación Príncipe de Asturias.[10]
- Consejero del Banco de España en 1983[11] y 1986.[12]
- Director de la revista "Moneda y Crédito"

Colaboraba, entre otras publicaciones periódicas, en 'Revista de Economía', 'Cuadernos Hispanoamericanos' y 'Estudios Geográficos'.

## Premios y distinciones
- Premio Rey Jaime I en Economía (2009).[13]
- Premio Nacional de Historia en 1995 por El siglo de las luces.
- Doctor Honoris Causa en Ciencias Económicas y Empresariales por la Universidad de Oviedo.
- Doctor Honoris Causa por la Universidad de Alicante.
- Gran cruz de la Orden de Alfonso X el Sabio, en 1999.[14]
- Caballero gran cruz de la Orden de Isabel la Católica, en 2002.[15]
- Premio Taurus (1967), por su tesis doctoral.
- Caballero del Real Cuerpo de la Nobleza de Asturias.

## Publicaciones
- El siglo de las luces Alianza Editorial, S.A., 2001. (ISBN 84-206-9569-6)
- El abastecimiento de Madrid durante la primera mitad siglo XIX. Ayuntamiento de Madrid, 1982. (ISBN 84-500-7969-1)
- Las colecciones reales y la fundación del Museo del Prado. Fundación Amigos del Museo del Prado, 1996. (ISBN 84-606-2701-2)
- Las crisis agrarias en la España moderna. Taurus Ediciones, S.A. Grupo Santillana, 1981. (ISBN 84-306-3016-3)
- Cultivos, pastoreo, diezmos y "Ley agraria" en España. Real Academia de la Historia, 1998. (ISBN 84-89512-24-8)
- Economía e ilustración, en la España del siglo XVIII. Editorial Ariel, S.A., 1973. (ISBN 84-344-0669-1)
- Economía y sociedad en la Asturias del Antiguo Régimen. Editorial Ariel, S.A., 1988. (ISBN 84-344-6561-2)
- El antiguo régimen: los Borbones. Alianza Editorial, S.A., 1985. (ISBN 84-206-2044-0)
- La ley agraria. Alianza Editorial, S.A., 1995. (ISBN 84-206-2820-4)
- Una reflexión sobre Europa para los españoles de la última generación. Editorial Biblioteca Nueva, S.L., 1998. (ISBN 84-7030-522-0)
- Los señoríos asturianos. Gran Enciclopedia Asturiana Silverio Cañada, 1989. (ISBN 84-7286-286-0)
- La corona y la América del siglo de las luces. Marcial Pons, Ediciones Jurídicas y Sociales, S.A. (ISBN 84-7248-231-6)
- Historia económica y pensamiento social. Alianza Editorial, S.A., 1983. (ISBN 84-206-8059-1)
- Jornadas sobre el Real Sitio de San Fernando y la Industria del siglo XVIII. Ayuntamiento de San Fernando de Henares, 1997. (ISBN 84-922052-1-0)
- Informes en el expediente de Ley Agraria: Andalucía y La Mancha, 1768. Ministerio de Economía y Hacienda. Centro de Publicaciones, 1990. (ISBN 84-7196-879-7)
- Oviedo en 1753. Tabapress, S.A., 1990. (ISBN 84-86938-45-7)
- Espacios de poder: El Escorial. Caja de Ahorros y Monte de Piedad de Madrid, 1991. (ISBN 84-606-0531-0)
- Vida cotidiana en tiempos de Goya. Lunwerg Editores, S.A., 1996. (ISBN 84-7782-413-4)
- Historia económica de España. Siglos XIX y XX. Galaxia Gutenberg; Círculo de Lectores, S.A., 2000. (ISBN 84-8109-268-1)
- Campomanes en su II Centenario. Real Academia de la Historia. (ISBN 84-95983-22-2)
- Catálogo de exposición de economía, sociedad política y cultural en la España de Isabel II. Real Academia de la Historia, 2004. (ISBN 84-95983-34-6)